# 1996년 오리콘 1위 싱글 목록
일본에서 한 주간 가장 많이 팔린 싱글은 오리콘 주간 차트에 실리며, 이 차트는 오리콘이 발행하는 잡지 《오리스타》에 개제된다. 판매량은 한 주 동안의 각 싱글의 판매량을 기준으로 오리콘이 종합한다.

## 차트 기록
| 발행일    | 싱글                                            | 가수                               | 참고                      |
| --------- | ----------------------------------------------- | ---------------------------------- | ------------------------- |
| 1월 1일   | (미발표)                                        | (미발표)                           |                           |
| 1월 8일   | 「To Love You More」                            | 셀린 디온                          | 2주 연속, 통산 4주        |
| 1월 15일  | 「DEPARTURES」                                  | globe                              | 1996년 1월 1위            |
| 1월 22일  | 「マイ フレンド」                               | ZARD                               |                           |
| 1월 29일  | 「DEPARTURES」                                  | globe                              | 2주 연속, 통산 3주        |
| 2월 5일   | 「DEPARTURES」                                  | globe                              | 2주 연속, 통산 3주        |
| 2월 12일  | 「空も飛べるはず」                              | 스피츠                             |                           |
| 2월 19일  | 「名もなき詩」                                  | Mr.Children                        | 1996년 1위 1996년 2월 1위 |
| 2월 26일  | 「MADE IN JAPAN」                               | V6                                 |                           |
| 3월 4일   | 「そばかす」                                    | JUDY AND MARY                      |                           |
| 3월 11일  | 「DAHILA」                                      | X JAPAN                            |                           |
| 3월 18일  | 「ミエナイチカラ 〜INVISIBLE ONE〜/MOVE」       | B'z                                | 1996년 3월 1위            |
| 3월 25일  | 「Don't wanna cry」                             | 아무로 나미에                      | 2주 연속                  |
| 4월 1일   | 「Don't wanna cry」                             | 아무로 나미에                      | 2주 연속                  |
| 4월 8일   | 「END OF SORROW」                               | LUNA SEA                           |                           |
| 4월 15일  | 「Don't wanna cry」                             | 아무로 나미에                      | 통산 3주                  |
| 4월 22일  | 「花 -Memento-Mori-」                           | Mr.Children                        | 2주 연속, 1996년 4월 1위  |
| 4월 29일  | 「花 -Memento-Mori-」                           | Mr.Children                        | 2주 연속, 1996년 4월 1위  |
| 5월 6일   | 「あなたに逢いたくて/明日へと駆け出してゆこう」 | 마츠다 세이코                      | 1996년 5월 1위            |
| 5월 13일  | 「チェリー」                                    | 스피츠                             |                           |
| 5월 20일  | 「心を開いて」                                  | ZARD                               |                           |
| 5월 27일  | 「Real Thing Shakes」                           | B'z                                |                           |
| 6월 3일   | 「愛の言霊～Spiritual Message～」               | 사잔 올 스타즈                     | 1996년 7월 1위            |
| 6월 10일  | 「BEAT YOUR HEART」                             | V6                                 |                           |
| 6월 17일  | 「You're my sunshine」                          | 아무로 나미에                      | 2주 연속                  |
| 6월 24일  | 「You're my sunshine」                          | 아무로 나미에                      | 2주 연속                  |
| 7월 1일   | 「LA・LA・LA LOVE SONG」                        | 쿠보타 토시노부 with NAOMI CAMPBEL | 1996년 6월 1위            |
| 7월 8일   | 「STAY」                                        | 히무로 교스케                      |                           |
| 7월 15일  | 「愛の言霊 〜Spiritual Message〜」              | 사잔 올 스타즈                     | 통산 2주                  |
| 7월 22일  | 「Forever Love」                                | X JAPAN                            |                           |
| 7월 29일  | 「青いイナズマ」                                | SMAP                               |                           |
| 8월 5일   | 「涙の影」                                      | 샤란Q                              |                           |
| 8월 12일  | 「熱くなれ」                                    | 오구로 마키                        |                           |
| 8월 19일  | 「マシンガンをぶっ放せ -Mr.Children Bootleg-」  | Mr.Children                        | 1996년 8월 1위            |
| 8월 26일  | 「SQUALL」                                      | 히무로 교스케                      |                           |
| 9월 2일   | 「Another Orion」                               | 후지이 후미야                      | 1996년 9월 1위            |
| 9월 9일   | 「Is this love」                                | globe                              |                           |
| 9월 16일  | 「Another Orion」                               | 후지이 후미야                      | 통산 2주                  |
| 9월 23일  | 「渚」                                          | 스피츠                             |                           |
| 9월 30일  | 「TAKE ME HIGHER」                              | V6                                 |                           |
| 10월 7일  | 「Swallowtail Butterfly～あいのうた～」         | YEN TOWN BAND                      |                           |
| 10월 14일 | 「save your dream」                             | 카하라 토모미                      | 1996년 10월 1위           |
| 10월 21일 | 「これが私の生きる道」                          | PUFFY                              | 3주 연속                  |
| 10월 28일 | 「これが私の生きる道」                          | PUFFY                              | 3주 연속                  |
| 11월 4일  | 「これが私の生きる道」                          | PUFFY                              | 3주 연속                  |
| 11월 11일 | 「Can't Stop Fallin' in Love」                  | globe                              | 1996년 11월 1위           |
| 11월 18일 | 「PRIDE」                                       | 이마이 미키                        | 1996년 12월 1위           |
| 11월 25일 | 「Can't Stop Fallin' in Love」                  | globe                              | 통산 2주                  |
| 12월 2일  | 「SHAKE」                                       | SMAP                               |                           |
| 12월 9일  | 「a walk in the park」                          | 아무로 나미에                      |                           |
| 12월 16일 | 「YES ~free flower~」                           | My Little Lover                    |                           |
| 12월 23일 | 「PRIDE」                                       | 이마이 미키                        | 2주 연속, 통산 3주        |
| 12월 30일 | 「PRIDE」                                       | 이마이 미키                        | 2주 연속, 통산 3주        |

## 연간 TOP 10
※ 집계: 1995년 12월 4일 - 1996년 11월 25일
- 1위: Mr.Children 「名もなき詩」
- 2위: globe 「DEPARTURES」
- 3위: 쿠보타 토시노부 with NAOMI CAMPBEL 「LA・LA・LA LOVE SONG」
- 4위: 스피츠 「チェリー」
- 5위: Mr.Children 「花 -Memento-Mori-」
- 6위: 스피츠 「空も飛べるはず」
- 7위: 사잔 올 스타즈 「愛の言霊 〜Spiritual Message〜」
- 8위: 카하라 토모미 「I'm proud」
- 9위: 아무로 나미에 「Don't wanna cry」
- 10위: 아무로 나미에 「Chase the Chance」